# John Enos III
John Enos III (ur. 12 czerwca 1962 w Bostonie) – amerykański aktor, scenarzysta i model. Odtwórca roli Rogera Fishera w operze mydlanej NBC Dni naszego życia (Days of Our Lives, 2017–2018), za którą był nominowany do nagrody Emmy.

## Życiorys

### Wczesne lata
Ma greckie, włoskie i portugalskie pochodzenie. Urodził się i dorastał w Bostonie, w stanie Massachusetts. Uczęszczał do Bentley College w Waltham, a naukę kontynuował w Salem State College w Salem. Dorabiał jako barman w nowojorskim okręgu Chelsea.

### Kariera
W 1991 wystąpił też w skeczu In Living Color. W latach 90. pracował jako model dla Boss Models. W 1996 jego zdjęcia opublikowano w książce Male Super Models: The Men of Boss Models z Marcusem Schenkenbergiem i Scottem Kingiem.
W 1992 zadebiutował w dwóch produkcjach filmowych – dramacie Życie wymyka się spod kontroli (Out of Control) u boku Lesley-Anne Down i komedii Ze śmiercią jej do twarzy (Death Becomes Her) z Meryl Streep i Goldie Hawn jako ochroniarz tajemniczej kobiety (Isabella Rossellini). Następnie zagrał więźnia w sensacyjnym filmie fantastycznonaukowym Człowiek demolka (Demolition Man, 1993) z Sylvesterem Stallone’em, Wesleyem Snipesem i Sandrą Bullock.
Po gościnnym występie w serialach CBS/BBC Napisała: Morderstwo (Murder, She Wrote, 1993) z Morgan Fairchild i Pamiętnik Czerwonego Pantofelka (Red Shoe Diaries, 1993, 1994), wystąpił w melodramacie Ostatnia przejażdżka (F.T. W., 1994) z Mickeyem Rourkiem i Lori Singer, dreszczowcu Morderstwo w Marrakeszu (Unveiled, 1994), niezależnym dramacie Aż po grób (Till the End of the Night, 1995) u boku Scotta Valentine’a, Davida Keitha i Katherine Kelly Lang, filmie krótkometrażowym Ripple (1995) z Marcią Cross, dramacie sensacyjnym Twierdza (The Rock, 1996) u boku Seana Connery’ego, Nicolasa Cage’a i Eda Harrisa oraz Bullet (1996) z Mickeyem Rourkiem i Tupakiem.
Popularność wśród telewidzów zyskał jako Bobby Parezi w operze mydlanej Aarona Spellinga Melrose Place (1995-96). Był powszechnie określany w prasie jako „Pan zbyt duże”, w odniesieniu do jego histerycznej gościnnej roli w serialu HBO Seks w wielkim mieście (Sex And The City, 1999), gdzie pojawił się w ostatnim odcinku drugiego sezonu jako dobrze obdarzoną nową miłość Samanthy (Kim Cattrall).
Na małym ekranie można go było dostrzec m.in. w serialu ABC Nowojorscy gliniarze (NYPD Blue, 2001), operze mydlanej CBS Żar młodości (The Young And The Restless, 2003-2005) w roli Bobby’ego Marsino, serialu CBS CSI: Kryminalne zagadki Nowego Jorku (2006) czy dwóch odcinkach opery mydlanej NBC Dni naszego życia (Days of Our Lives, 2008) jako prezenter wiadomości. Wziął też udział w teleturnieju Family Feud (odpowiedniku polskiej Familiady).

## Życie prywatne
W latach 1992–1994 spotykał się z Madonną. Romansował także z Cindy Crawford (1994), Traci Lords (1995–1996) i Taylor Dayne (1999). 23 lipca 2006 zawarł związek małżeński z Jennie Lee, która zmarła 18 lutego 2012.

## Filmografia
| filmy fabularne | filmy fabularne                                                                   | filmy fabularne                          | filmy fabularne                                                     | filmy fabularne |
| Rok             | Tytuł                                                                             | Rola                                     | Reżyser                                                             |                 |
| --------------- | --------------------------------------------------------------------------------- | ---------------------------------------- | ------------------------------------------------------------------- | --------------- |
| 1992            | Życie wymyka się spod kontroli (Out of Control)                                   | Dial                                     | Ovidio G. Assonitis, Robert Barrett                                 |                 |
| 1992            | Ze śmiercią jej do twarzy (Death Becomes Her)                                     | ochroniarz Lisle                         | Robert Zemeckis                                                     |                 |
| 1993            | Człowiek demolka (Demolition Man)                                                 | więzień                                  | Marco Brabila                                                       |                 |
| 1994            | Ostatnia przejażdżka (F.T.W.)                                                     | Joe Palmieri                             | Michael Karbelnikoff                                                |                 |
| 1994            | Morderstwo w Marrakeszu (Unveiled)                                                | bandyta                                  | William Cole                                                        |                 |
| 1995            | Aż po grób (Till the End of the Night)                                            | Drew DArcy                               | Larry Brand                                                         |                 |
| 1995            | Ripple (film krótkometrażowy)                                                     |                                          | Jonathan Segal                                                      |                 |
| 1996            | Twierdza (The Rock)                                                               | pilot ciężkiego śmigłowca transportowego | Michael Bay                                                         |                 |
| 1996            | Intrygantka (Miami Hustle, TV)                                                    | Matt Conrad                              | Lawrence Lanoff                                                     |                 |
| 1996            | Pamiętnik Czerwonego Pantofelka (Red Shoe Diaries 6: How I Met My Husband, wideo) | James                                    | Bernard Auroux                                                      |                 |
| 1996            | Czarny jastrząb (Raven Hawk, TV)                                                  | szeryf Del Wilkes                        | Albert Pyun                                                         |                 |
| 1996            | Wielkość arbuzów (The Size of Watermelons)                                        | Leonard                                  | Kari Skogland                                                       |                 |
| 1996            | Bullet                                                                            | Lester                                   | Julien Temple                                                       |                 |
| 1996            | Dead of Night                                                                     | Woods                                    | Kristoffer Tabori                                                   |                 |
| 1997            | Donikąd (Nowhere)                                                                 | straszny Drag queen                      | Gregg Araki                                                         |                 |
| 1998            | Blade: Wieczny łowca (Blade)                                                      | wykidajło krwawego klubu                 | David S. Goyer                                                      |                 |
| 1998            | A Place Called Truth                                                              | Holden                                   | Rafael Eisenman                                                     |                 |
| 1999            | Niewidzialny myśliwiec (Stealth Fighter)                                          | Larry Ramsey                             | Jim Wynorski                                                        |                 |
| 1999            | Ja i Will (Me and Will)                                                           | Jack                                     | Sherrie Rose, Melissa Behr                                          |                 |
| 1999            | Bez skazy (Flawless)                                                              | Sonny                                    | Joel Schumacher                                                     |                 |
| 2000            | Pamiętnik Czerwonego Pantofelka (Red Shoe Diaries 14: Luscious Lola, wideo)       | Joey (część „Mercy” – także scenarzysta) | Zalman King                                                         |                 |
| 2000            | Point Doom                                                                        | Blackie                                  | Art Camacho                                                         |                 |
| 2000            | Morderstwo w lustrze (Murder in the Mirror, TV)                                   | sutener                                  | James Keach                                                         |                 |
| 2001            | Śmiertelnie sexy (Dead Sexy, wideo)                                               | Blue Dresden                             | Robert Angelo                                                       |                 |
| 2002            | Zbawienie ducha (Redemption of the Ghost)                                         | Tommy                                    | Richard Friedman                                                    |                 |
| 2002            | Telefon (Phone Booth)                                                             | Leon                                     | Joel Schumacher                                                     |                 |
| 2003            | Hot Parts (wideo)                                                                 | Jake                                     | Jennifer Marchese                                                   |                 |
| 2004            | The Kings of Brooklyn                                                             | facet                                    | Lance Lane                                                          |                 |
| 2005            | Kochaj sąsiada swego (Love Thy Neighbor)                                          | Chuck                                    | Paul Schneider                                                      |                 |
| 2006            | Special Unit (TV)                                                                 | Carlo                                    | Bryan Cranston                                                      |                 |
| 2007            | Młot (The Hammer)                                                                 | Steve                                    | Charles Herman-Wurmfeld                                             |                 |
| 2007            | Każdy chce być Włochem (Everybody Wants to Be Italian)                            | Gianluca Tempesti                        | Jason Todd Ipson                                                    |                 |
| 2007            | Made in Brooklyn                                                                  | Frank Trimboli / Jerry Wood              | Sharon Angela, Luca Palanca, Jeff Mazzola, Gregory Alosio, Joe Tabb |                 |
| 2007            | Misjonarz (Missionary Man)                                                        | Jarfe                                    | Dolph Lundgren                                                      |                 |
| 2008            | The Essence of Depp                                                               | John Enos                                | Susanne Robbins                                                     |                 |
| 2008            | Stado rekinów (Shark Swarm, TV)                                                   | Kane Markus                              | James A. Contner                                                    |                 |
| 2008            | Finish Line (TV)                                                                  | Carl Stemmings                           | Gerry Lively                                                        |                 |
| 2008            | San Saba                                                                          | Jon Timmins                              | Mike Greene                                                         |                 |
| 2008            | Knocked Down (film krótkometrażowy)                                               | niedobitek                               | Ted Collins                                                         |                 |
| 2008            | Toxic                                                                             | Travis                                   | Alan Pao                                                            |                 |
| 2015            | Ashby                                                                             | trener Wally                             | Seth MacFarlane                                                     |                 |
| 2015            | Joy                                                                               | Roderick                                 | David O. Russell                                                    |                 |
| 2016            | Dzień patriotów (Patriots Day)                                                    | starszy oficer w Falcon                  | Peter Berg                                                          |                 |
| 2018            | The Big Take                                                                      | Rick (właściciel klubu)                  | Justin Daly                                                         |                 |
| 2020            | The Warrant                                                                       | Bobby Niedźwiedź                         | Brent Christy                                                       |                 |
| 2022            | Komandos (The Commando)                                                           | Trey                                     | Asif Akbar                                                          |                 |
| 2023            | Replica                                                                           | Koszmar                                  | Paul Tully                                                          |                 |

| seriale TV | seriale TV                                         | seriale TV               | seriale TV                                   | seriale TV |
| Rok        | Tytuł                                              | Rola                     | Uwagi                                        |            |
| ---------- | -------------------------------------------------- | ------------------------ | -------------------------------------------- | ---------- |
| 1993       | Pamiętnik Czerwonego Pantofelka (Red Shoe Diaries) | James                    | odc.: „Naked in the Moonlight”               |            |
| 1993       | Napisała: Morderstwo (Murder, She Wrote)           | Randy Konig              | odc.: „Murder at a Discount”                 |            |
| 1994       | Pamiętnik Czerwonego Pantofelka (Red Shoe Diaries) | Joey (także scenarzysta) | odc.: „Mercy”                                |            |
| 1995–1996  | Melrose Place                                      | Bobby Parezi             | 19 odcinków                                  |            |
| 1999       | Brutalne przebudzenie (Rude Awakening)             | wykidajło Mike           | odc.: „Between a Rock Star and a Hard Place” |            |
| 1999       | Seks w wielkim mieście (Sex And The City)          | Pan Cocky                | odc.: „Ex and the City”                      |            |
| 2001       | Nowojorscy gliniarze (NYPD Blue)                   | Frank Russo              | odc.: „Lost Time”                            |            |
| 2003–2005  | Żar młodości (The Young And The Restless)          | Bobby Marsino            | 210 odcinków                                 |            |
| 2006       | CSI: Kryminalne zagadki Nowego Jorku               | Chuck White              | odc.: „Risk”                                 |            |
| 2007       | W nagłym wypadku (In Case of Emergency)            | duży facet               | odc.: „It’s Got to Be the Morning After”     |            |
| 2008       | Dni naszego życia (Days of Our Lives)              | prezenter wiadomości     | 2 odcinki                                    |            |
| 2012       | Femme Fatales                                      | Gill Flood               | odc.: „Trophy Wife”                          |            |
| 2014       | Gotham                                             | Saviano                  | odc.: „Lovecraft”                            |            |
| 2015       | Zaprzysiężeni (Blue Bloods)                        | Jimmy Vitale             | odc.: „Occupational Hazards”                 |            |
| 2015       | Gotham                                             | Saviano                  | odc.: „Rogues’ Gallery”                      |            |
| 2017–2018  | Dni naszego życia (Days of Our Lives)              | Roger Fisher             | 3 odcinki                                    |            |